# ユニオン (小惑星)
ユニオン (1585 Union) は小惑星帯にある、比較的離心率が大きな小惑星。アーネスト・ジョンソンがヨハネスブルグのユニオン天文台で発見した。
小惑星を発見した天文台に因んで名付けられた。
2009年1月20日に、福島県で掩蔽が観測された。